# Bitwa pod Ludlow
Bitwa pod Ludlow (bitwa koło mostu pod Ludford) – starcie zbrojne, które miało miejsce 12 października 1459 r. Była to największa porażką Yorków w pierwszej odsłonie Wojny Dwóch Róż. 
Po zwycięstwie w bitwie pod Blore Heath, wojska Yorków pomaszerowały w kierunku Worcester. Po drodze natknęły się jednak na siły Lancasterów i oszańcowały w okolicy mostu koło wioski Ludford. Mała wioska położona w pobliżu Ludlow oddzielona była od miasteczka rzeką Tene.
Dnia 12 października 1459 Sir Andrew Trollope – komendant kontyngentu wojskowego z Calais zdecydował się na zmianę stron konfliktu. Król zaproponował mu pardon. Władca potrzebował przede wszystkim dokładnych informacji o planach przeciwnika, a jedyne co mu było wiadomo to fakt że dysponował on przewagą liczebną nad wojskami króla w stosunku 3 do 1.
Jeszcze tego samego wieczoru książę Yorku, wraz z Ryszardem Neville (16 Earl of Warwick) oraz Ryszardem Neville (5 Earl of Salisbury), zadecydował o ucieczce z pola walki. Salisbury i Edward (najstarszy syn księcia) zbiegli do Calais, zaś Ryszard York z pozostałymi dowódcami udał się do Irlandii do Dublina.
Gdy armia Yorków spostrzegła nad ranem, że w jej szeregach nie ma przywódców, rozeszła się w różnych kierunkach. W ten sposób armia Lancasterów weszła do miejscowości Ludlow, którą całkowicie splądrowała.